# Callaway C16
La Callaway C16 è un'autovettura sportiva su base Chevrolet Corvette C6 Z06 costruita e assemblata dalla casa automobilistica statunitense Callaway Cars.

## Sviluppo
La vettura è stata presentata al salone dell'auto di Los Angeles nel 2006 ed è entrata in produzione l'anno seguente in versione Cabriolet. In seguito ne è stata presentata anche una versione Coupé e una Speedster.

## Tecnica

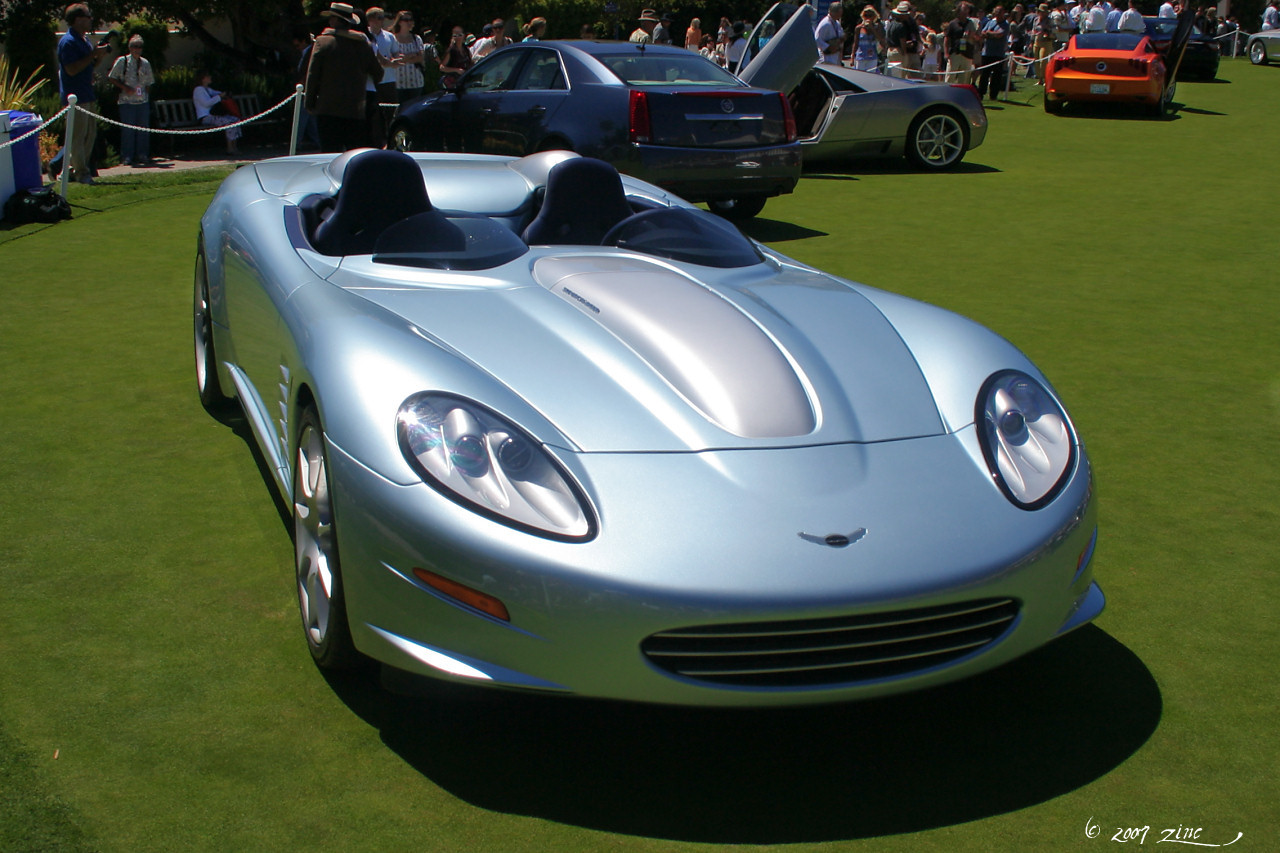
Callaway C16 Speedster

La versione Coupé 2 posti ha un motore V8 LS2 di 6,0 litri di cilindrata che eroga una potenza di 616 CV con 794 Nm di coppia motrice. L'accelerazione da 0 a 100 km/h avviene in 3,3 secondi e la velocità massima è di 331 km/h. È dotata di cambio automatico o di cambio manuale a 6 rapporti.
Il nuovo design della vettura è stato curato da Paul Deutschman, con la carrozzeria costruita con pannelli in materiale composito che avvolge un telaio in acciaio idroformato con componenti in alluminio e magnesio. Gli pneumatici sportivi equipaggiati sono Yokohama AdvanSport nelle misure 295/30ZR19 all'anteriore e 345/25ZR20 al posteriore, mentre l'impianto frenante è costituito da quattro freni a disco ventilati abbinati a un sistema ABS.
Per quanto concerne la versione Speedster, è dotata di un propulsore LS3 V8 sovralimentato dalla potenza di 700 CV con 895 Nm di coppia gestito da un cambio manuale a sei rapporti. Per alleggerirne il peso e migliorarne il controllo, sono stati installati degli pneumatici con componenti in carbonio sviluppati dalla Callaway in collaborazione con l'azienda Dymag.